# Mara (jeugdbende)
Mara’s  zijn jeugdbendes in Midden-Amerika. Deze bendes, waarvan de Mara Salvatrucha (ook bekend als MS 13) en de Calle 18 de grootste zijn, opereren met name in Honduras, Guatemala en El Salvador en in mindere mate in Nicaragua. Sinds de bendes in deze landen harder worden aangepakt wijken ze uit naar Mexico en er zijn ook al bendeleden gesignaleerd in Spanje.
De naam "mara" is waarschijnlijk afkomstig van het neologisme "mara", dat in de jaren zeventig en tachtig veel werd gebruikt als synoniem voor "vriendengroep", zonder enige criminele connectie. Geleidelijk aan werd de betekenis van de naam vervormd tot die van "bende". Een alternatieve verklaring die wel gehoord wordt, is dat de naam is afgeleid van de "marabunta", een andere naam voor de roofmier of de trekmier, vanwege de vergelijking dat beide een spoor van vernieling achter zich laten en in grote groepen bewegen.
De bendes werden in de jaren tachtig van de 20e eeuw opgericht door Midden-Amerikaanse migranten in de Verenigde Staten, met name in Los Angeles. Veel bendeleden verbleven illegaal in de Verenigde Staten. Doordat ze werden uitgezet naar hun eigen land of daar vrijwillig weer naar teruggingen, werden de bendes ook naar deze landen verplaatst. Lange tijd leidden ze daar een bestaan in de marge, totdat de orkaan Mitch in 1998 grote verwoestingen in Midden-Amerika aanrichtte. De armoede en werkloosheid namen daardoor aanzienlijk toe, en de mara’s kregen meer toestroom van geïnteresseerde jongeren.
De activiteiten van de mara’s en hun leden zijn divers. Individuele leden hielden zich bezig met criminaliteit zoals handel in drugs, diefstal en mensensmokkel. Als teken dat leden bij de mara horen zetten ze tatoeages op hun lichaam. Een bekende term van de mara's is "La Vida Por Mara" ('Het leven voor de mara'). Als leden uit de mara willen stappen worden ze vaak op een dodenlijst gezet. Onderling bestrijden de mara's elkaar met geweld. Vanwege de moorddadige onderlinge afrekeningen en de slachtoffers onder burgers die daardoor vielen, besloten de regeringen van de betrokken landen hard tegen de mara’s op te treden. Het gevolg is dat er nu ook een oorlog is ontstaan tussen de bendes en de politie. Daarbij gebruiken de bendes aanslagen op burgers als pressiemiddel.
De meeste mara’s hanteren de leeftijd van 8 jaar als minimumleeftijd om te kunnen toetreden.

## Mara’s in Honduras
In Honduras komen naar schatting 80.000 bendeleden in alle steden voor, maar met name de stad San Pedro Sula staat bekend als een bolwerk van de Mara Salvatrucha. President Maduro startte een offensief om de bendes hard aan te pakken. De straf voor lidmaatschap van een bende werd op maximaal 12 jaar gesteld en wie informatie geeft waardoor de bendes kunnen worden opgerold ontvangt een beloning van 1 miljoen lempiras. Veel politici staan achter de aanpak van Maduro. Zij pleiten voor herinvoering van de doodstraf. Inmiddels bestaan er ook illegale doodseskaders van politieagenten, die daarop vooruitlopend alvast het recht in eigen hand nemen.
De reactie van de mara’s is meedogenloos: als waarschuwing aan de regering worden burgers ontvoerd en worden er dodelijke aanslagen gepleegd, bijvoorbeeld op het openbaar vervoer.
Naast de escalatie van geweld kent Honduras nog een ander probleem: bendeleden die uit de mara zijn gestapt en werk hebben gevonden worden vaak alsnog opgepakt door de politie. Na bemiddeling van de hulpbisschop van San Pedro Sula bij president Maduro kunnen zij nu een certificaat krijgen waarmee ze aan de politie kunnen aantonen dat ze niet meer tot een mara behoren.
Hoewel er in Honduras een regelrechte oorlog is ontstaan tussen de mara’s en de overheid, is Honduras vooralsnog het enige land waar de overheid een integrale visie heeft op het bestrijden van de bendes en waar de bestrijding wettelijk geregeld is.

## Mara’s in El Salvador
Het aantal bendeleden in El Salvador wordt geschat op 35.000. Hier stelde president Francisco Flores het plan Mano Dura ('Harde Hand') voor: een politieke en militaire operatie die de bendes moest oprollen. Daarbij hoorde ook een verandering in de wetgeving waardoor vermoedelijke leden op basis van hun kleding en tatoeages gevangen konden worden gezet en niet vanwege het plegen van een delict. Mensenrechtenorganisaties en de politieke oppositie hadden veel kritiek op dit offensief en het werd dan ook afgewezen. Maar in de periode dat het plan werd besproken in de regering zette de politie in El Salvador alvast ruim 2000 jongeren gevangen op basis van de voorgestelde regeling.
El Salvador probeert nu meer de Hondurese lijn te volgen.

## Mara’s in Guatemala
Guatemala telt ongeveer 100.000 bendeleden. Ook dit land voelt zich gedwongen om repressieve maatregelen te nemen. De regering van Guatemala overweegt om celstraffen van zes tot twaalf jaar in te voeren voor bendeleden. De oppositie meent dat deze plannen geen echte oplossing voor het probleem bieden, omdat ze niets doen aan de rehabilitatie van de jongeren noch aan de verbetering van de economische vooruitzichten voor deze groep.
In Guatemala bestaat een politie-initiatief onder de naam Plan Bezem, waardoor al enkele honderden jongeren op basis van kleding en tatoeages zijn vastgezet.